# Lisa Gaye
Lisa Gaye (eigentlich Leslie Gaye Griffin; * 6. März 1935 in Denver, Colorado; † 14. Juli 2016 in Houston, Texas) war eine US-amerikanische Schauspielerin und Tänzerin.

## Leben
Lisa Gaye war die Tochter des Malers Frank Henry Griffin und der Schauspielerin Margaret Allen Griffin (geborene Gibson). Um der Filmindustrie näher zu sein, zog die Familie noch in den 1930er Jahren nach Los Angeles, wo alle vier Kinder der Familie eine Karriere im Showgeschäft beginnen sollten. Gayes Schwestern Judith und Debralee wurden unter den Künstlernamen Teala Loring und Debra Paget bekannt, ihr Bruder Frank unter dem Pseudonym Ruell Shayne. Gaye nahm Schauspielunterricht an der Hollywood’s Professional School und unterschrieb mit 17 Jahren einen Vertrag bei den Universal Studios. Ihre ersten Filmrollen folgten 1954. Zudem trat sie auch seit ihrem zwölften Lebensjahr als Theaterschauspielerin auf.
Nach kleinen, nicht im Abspann genannten Rollen in Filmen wie Die Glenn Miller Story und Die wunderbare Macht erhielt Gaye ebenfalls 1954 die weibliche Hauptrolle im Western Adlerschwinge an der Seite von Audie Murphy. Andauernde Bekanntheit erlangte sie vor allem durch ihren Auftritt als Lisa Johns im ersten Rock-’n’-Roll-Film Außer Rand und Band (Rock Around the Clock) mit Bill Haley. Im selben Jahr war Gaye zudem als Hauptdarstellerin im Musikfilm Shake, Rattle & Rock! neben Fats Domino und Mike Connors zu sehen. 
Neben ihrer Filmkarriere wirkte sie zudem auch in einer Vielzahl von Fernsehserien mit, darunter in sieben Folgen von Perry Mason und fünf Folgen von 77 Sunset Strip. Nachdem Gaye in den letzten Jahren ihrer Karriere fast nur noch für Fernsehproduktionen tätig gewesen war, beendete sie 1970 ihre Laufbahn.
Lisa Gaye war von 1955 bis zu dessen Tod im Jahr 1977 mit Bently C. Ware verheiratet. Das Paar hatte eine gemeinsame Tochter. Nachdem ihre Schwestern schon zuvor in Texas lebten, zog Gaye 1988 ebenfalls dorthin. Sie starb am 14. Juli 2016 im Alter von 81 Jahren in Houston. Gaye wurde im Grab ihres Mannes auf dem Houston National Cemetery bestattet.

## Filmografie (Auswahl)

### Filme
- 1954: Die Glenn Miller Story (The Glenn Miller Story)
- 1954: In den Kerkern von Marokko (Yankee Pasha)
- 1954: Die wunderbare Macht (Magnificent Obsession)
- 1954: Adlerschwinge (Drums Across the River)
- 1955: Ain’t Misbehavin’
- 1956: Außer Rand und Band (Rock Around the Clock)
- 1956: Shake, Rattle & Rock!
- 1957: 10.000 Schlafzimmer (10.000 Schlafzimmer)
- 1966: Castle of Evil
- 1967: The Violent Ones
- 1990: Wahnsinns-Trip (Class of Nuke ’Em High 2)

### Fernsehserien
Soweit nicht anders erwähnt jeweils eine Folge.
- 1957/1958: Have Gun – Will Travel (zwei Folgen)
- 1958–1966: Perry Mason (sieben Folgen)
- 1959: Abenteuer unter Wasser (Sea Hunt; fünf Folgen)
- 1959: Black Saddle
- 1959: Northwest Passage (zwei Folgen)
- 1959–1963: 77 Sunset Strip (fünf Folgen)
- 1960: Menschen im Weltraum (Men Into Space)
- 1960: Cheyenne (zwei Folgen)
- 1960: Tausend Meilen Staub (Rawhide)
- 1961: Maverick
- 1962: Am Fuß der blauen Berge (Laramie)
- 1966–1967: Verrückter wilder Westen (The Wild Wild West; zwei Folgen)
- 1967: Time Tunnel (The Time Tunnel)
- 1967: Mini-Max (Get Smart)
- 1968: Bezaubernde Jeannie (I Dream of Jeannie)